# Helmut Wolf (Geodät)
Helmut Wolf (* 2. Mai 1910 in Werdau; † 6. Juni 1994) war ein deutscher Geodät und Professor an der Universität Bonn. Ihm sind wesentliche Schritte zum Aufbau eines Europanetzes zu verdanken sowie die erste länderübergreifende Geoidbestimmung in Mitteleuropa.

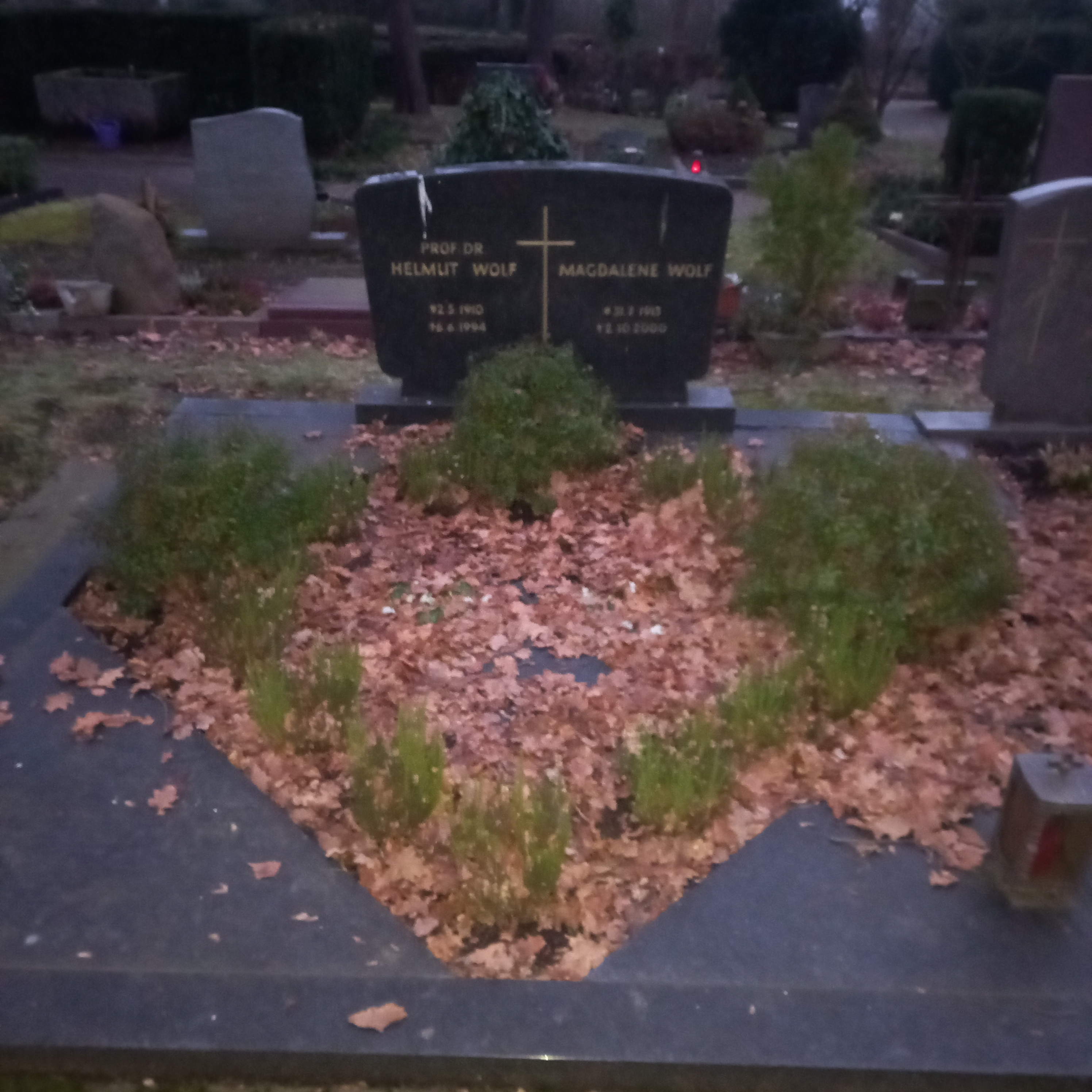
Das Grab von Helmut Wolf und seiner Ehefrau Magdalene auf dem Neuen Friedhof Ippendorf in Bonn

## Wissenschaftliches Werk

### Europanetz und mitteleuropäisches Geoid
Nach dem Zweiten Weltkrieg leitete Wolf – als Nachfolger von Erwin Gigas – das von der US-Armee in Bamberg gegründete Institut für Erdmessung, das später mit anderen Abteilungen des ehemaligen Reichsamts für Landesaufnahme (deutsche Heeresvermessung) zur Bildung des Instituts für Angewandte Geodäsie (IfAG) in Frankfurt führte. Von Bamberg aus betrieb Helmut Wolf trotz der drückenden Folgen der Kriegszerstörungen die Berechnung eines Triangulationsnetzes über mehrere Länder Mitteleuropas, deren Messdaten in der NS-Zeit vom Reichsamt für Landesaufnahme gesammelt worden waren. Die Koordinaten des nach dem Bowie-Verfahren berechneten Vermessungsnetzes Erster Ordnung wurden 1948/1949 als „Zentraleuropäisches Netz“ (ZEN) mit Unterstützung der damaligen US-Besatzungsmacht publiziert. Mit seinen technischen Vorarbeiten bildete das ZEN damals das größte Projekt der Landesvermessung auf europäischem Boden. In seiner Bedeutung für die Geodäsie kam dieses Rahmennetz der Berechnung des Bessel-Erdellipsoides nahe, das 100 Jahre zuvor aus Messdaten eines ähnlich großen Gebietes ermittelt worden war. Das ZEN basierte allerdings auf dem von US-Seite bevorzugten Hayford-Ellipsoid.
Im Zuge dieses Großprojektes berechnete Wolf auch ein erstes Geoid über große Teile Mitteleuropas. Es erreichte zwar wegen kriegsbedingter Lücken im Datenmaterial nur eine Genauigkeit im Meterbereich (heute sind einige cm Standard), war aber eine wichtige Voraussetzung für spätere Geoidprojekte Österreichs (Josef Lischauer 1952) und der Bundesrepublik Deutschland (siehe z. B. Siegfried Heitz 1959).
Wegen seiner Erfolge beim Aufbau des ZEN und seines Geoids konnte Wolf die Internationale Assoziation für Geodäsie (IAG) zum Beschluss bewegen, eine einheitliche Ausgleichung der westeuropäischen und (soweit nicht dem Ostblock einverleibt) der mitteleuropäischen Landesvermessungen in Angriff zu nehmen. Diese schon 1948 gefasste Entschließung führte in weiterer Folge zum ED50 (geodätisches Datum für die Westhälfte Europas) und zu den ersten Versionen eines präzisen Europanetzes (siehe auch RETrig, REUN und ED79). Zum Leiter der dafür eingesetzten „Permanenten Kommission“ wurde der Münchner Geodäsieprofessor Max Kneissl bestellt. Mit der Schaffung des ED50 betraute man Wolf, der diese enorme Aufgabe in nur vier Jahren zum Abschluss führte – bei einer rechnentechnischen Situation, die heute unvorstellbar erscheint: Zur Lösung der Normalgleichungen, die insgesamt etwa 2000 Unbekannte der als Rahmennetz angeordneten Vermessungspunkte umfasste, stand nur eine 4-Spezies-Lochkartenmaschine zur Verfügung. Alle anderen Arbeiten – insbesondere die Berechnung der Koordinaten auf dem Ellipsoid – mussten mit einfachen elektromechanischen Rechenmaschinen und Winkelfunktions-Tabellen in Buchform bewältigt werden.

### Berufung an die Universität Bonn
Die Verdienste von Helmut Wolf brachte ihm 1954, als er bereits am IfAG tätig war, einen Ruf an ein Extraordinariat der Universität Bonn ein. Dort übernahm er trotz einer schlechten Infrastruktur breitgefächerte Lehraufgaben in Ausgleichungsrechnung, Teilen der Ingenieurvermessung, Astronomischer und Physikalischer Geodäsie. Noch im ersten Jahr gelang es ihm, die Anzahl der Lehrstühle zu erhöhen, was am 30. April 1955 zur Gründung des Instituts für Theoretische Geodäsie führte. Er war dessen Direktor bis zu seiner Emeritierung im Jahre 1978.
Dieses Institut, für das Wolfs Stelle in ein Ordinariat umgewandelt wurde, entwickelte sich zum Muster für ähnliche Gründungen einiger anderer Hochschulen und zog eine große Anzahl engagierter Studenten und junger Forscher an sich. Hier sollte nach Wolfs Worten „weniger die messtechnisch-experimentelle Seite der Geodäsie als vielmehr die rechnerisch-analytische Auswertung der Ergebnisse der Vermessungsoperationen“ behandelt werden (siehe Wolf 1971), was bis heute das Institutskonzept darstellt.

### Ausweitung des Lehrangebots
Wolfs große Lehrverpflichtung wurde ab 1957 durch Lehraufträge gemildert, wovon jener über „Physikalisch-geodätische Messmethoden“ von Erwin Gigas der wichtigste war; 1966 publizierte Gigas dazu ein vielbeachtetes Lehrbuch. Er leitete das Frankfurter Institut für Angewandte Geodäsie (IfAG) in Frankfurt, eine Art Akademieinstitut als Nachfolge des Bamberger Instituts für Erdmessung.

Die Gravimetrie übernahm in Forschung und Lehre Manfred Bonatz, der ein neues Gravimeter zu einer Registrier- und Eichstation im Institutskeller und später in Tunneln zu geodynamischen Analysen und Erdgezeiten nutzte. 1969/1970, 1972 und 1974 führte das Institut Expeditionen nach Spitzbergen, auf die Kerguelen und Réunion durch.
1970 konnte schließlich Dozent Karl-Rudolf Koch die Vorlesungen Erdmessung, geodätische Astronomie und Statistik übernehmen und von der TU Clausthal Erik Grafarend gewonnen werden. Er wurde außerplanmäßiger Professor und betreute bis 1975, als er einen Ruf nach München annahm, die Vorlesungen Stochastische Prozesse und eine Einführung in die Geophysik.
Helmut Wolf andrerseits war von Anfang an bestrebt, die mathematischen Grundlagen der Ausgleichungsrechnung zu erneuern und die aufkommende Matrizenrechnung angemessen zu berücksichtigen. Die Ausgleichung lehrte Wolf auch, als er 1978 emeritierte und Karl-Rudolf Koch sein Nachfolger wurde. Er forschte weiterhin im Bereich 2- und 3-dimensionaler Netze, der Doppler-Satellitennetze, der Hypothesentests und der L1-Norm-Schätzungen. Im Jahr seiner Emeritierung publizierte er die neu entwickelte Helmert-Wolf-Blockausgleichung, die über spezielle Kovarianzmatrizen die bestmögliche Genauigkeit vernetzter Messblöcke garantiert.

### Würdigung
Wolf verstarb Mitte des Jahres 1994. Zu seiner Würdigung fand im Januar 1995 ein prominent besetztes Gedenkkolloquium am Bonner Institut statt.
Die Bedeutung Helmut Wolfs für die internationale Geodäsie lässt sich u. a. daran ermessen, dass seine Arbeiten allein im 5. Band des Handbuchs für Vermessungskunde (Erdmessung) an 20 verschiedenen Stellen zitiert werden. Auch entstanden bis 1980 mindestens vier Institute für Theoretische InGeodäsie, teilweise nach Bonner Vorbild. Wolf publizierte etwa 200 Fachartikel, die allerdings erst zu einem kleinen Teil im Internet ersichtlich sind.

Helmut Wolf ist sicherlich zu den 10 wichtigsten Wissenschaftern zu zählen, die in der Mitte des 20. Jahrhunderts die Fortschritte der internationalen Geodäsie begründeten. 1975 wurde Wolf mit der Helmert-Gedenkmünze des Deutschen Vereins für Vermessungswesen ausgezeichnet. Seit 1968 war er korrespondierendes Mitglied der Bayerischen Akademie der Wissenschaften und seit 1977 der Braunschweigischen Wissenschaftlichen Gesellschaft.